# Ken Mitsuishi
Ken Mitsuishi (光石研?, Mitsuishi Ken; Fukuoka, 26 settembre 1961) è un attore giapponese.
Ha iniziato la sua carriera all'interno del mondo dello spettacolo nel 1978, partecipando via via a spettacoli televisivi, pellicole cinematografiche e dorama dove funge da spalla di supporto ai giovani protagonisti maschili.

## Filmografia

### Cinema
- 1991: No Worries on the Recruit Front (shūshokusensen ijō nashi)
- 1993:Fireworks, Should We See It from the Side or the Bottom?
- 1995: Love Letter (1995 film)
- I racconti del cuscino (The Pillow Book), regia di Peter Greenaway (1996)
- 1996: Swallowtail (Suwarōteiru)
- L'anguilla (Unagi), regia di Imamura Shohei (1997)
- 1998: April Story
- 1998: Tokyo Eyes - Gli occhi di Tokyo
- 1999: La sottile linea rossa - l'ufficiale giapponese
- 2000: Audition
- 2000: Gojoe
- 2000: Whiteout (Howaitoauto)
- 2000: Chaos
- 2000: Eureka
- 2001: Hush!
- 2002: 2009 memorie perdute
- 2002: Border Line
- 2002: KT (film)
- 2002: Harmful Insect (Gaichū)
- 2003: Jump
- Dead End Run (2003)
- Kono yo no Sotoe - Club Shinchugun (2004)
- 2004: Tokyo Noir
- 2004: Lady Joker
- Yuda (2004)
- Fuon (2004)
- Pacchigi! (2004)
- Shinkuronishiti, regia di Macoto Tezuka (2004)
- Kikyo (2004)
- Gina K (2005)
- 2005: Noriko's Dinner Table
- Bokoku no Aegis (2005)
- Kagiganai (2005)
- Invisible Waves (2006)
- Ame no Machi (2006)
- Sanctuary (2006)
- Limit of Love: Umizaru (2006)
- Yoki na Gyangu ga Chikyu o Mawasu (2006)
- Colors (2006)
- 2006: Sugar and Spice
- Pavillion Sanshouo (2006)
- Ichijiku no Kao (2006)
- Kyacchi Boru-ya (2006)
- Thank You (2006)
- 2006: Invisible Waves
- 2007: I Just Didn't Do It (Soredemo boku wa yattenai)
- Shisei: Ochita Jorogumo (2007)
- 2007: Tōkyō tawaa ~ okan to boku to, tokidoki, oton
- 2007: Exte: Hair Extensions
- 2007: Kitokito!
- 2007: Sad Vacation (Saddo Vakeishon)
- 2007: Megane
- 2008: Nightmare Detective 2
- 2008: Tokyo!
- 2008: Dive!!
- 2008: 20th Century Boys 1: Beginning of the End
- 2008: Naoko
- 2009: 20th Century Boys 2: The Last Hope
- 2009: 20th Century Boys 3: Redemption
- 2009: Kaiji: The Ultimate Gambler
- 2010: Heaven's Story
- 2010: 13 assassini
- 2010: Akunin
- 2011: Oba: The Last Samurai (Taiheiyō no kiseki: Fokkusu to yobareta otoko)
- 2011: Azemichi no Dandi
- 2011: Kaiji 2
- 2011: Himizu
- 2012: Tokyo Playboy Club
- 2012: Outrage Beyond
- 2013: Gatchaman
- 2014: Homeland (film)
- 2016: Shin Godzilla
- 2017: Sanpo suru shinryakusha

### Televisione
- Hachigatsu no Love Song (YTV, 1996)
- Mizu no Naka no Hachigatsu (NHK, 1998)
- Kizu Darake no Onna (Fuji TV, 1999)
- Satorare (TV Asahi, 2002)
- Trick 2 (TV Asahi, 2002)
- Kimi wa Petto (TBS, 2003)
- Division 1 Runner's High (Fuji TV, 2004)
- Division 1 1242kHz Kochira Nippon Hoso (Fuji TV, 2005)
- Hiroshima Showa 20 nen 8 Gatsu Muika (TBS, 2005)
- Futatsu no Sokoku (NTV, 2005)
- Climber's High (NHK, 2005)
- Jikou Keisatsu (TV Asahi, 2006)
- Shichinin no Onna Bengoshi (TV Asahi, 2006, ep. 1)
- Gekidan Engimono Car Radio ga Owareba (Fuji TV, 2006)
- Dr. Koto Shinryojo 2006 (Fuji TV, 2006)
- Kaze no Kitamichi (NHK, 2007)
- Fuurin Kazan (NHK, 2007)
- Himitsu no Hanazono (Fuji TV, 2007, ep. 7)
- Kanojo to no Tadashii Asobikata (TV Asahi, 2007)
- Seito Shokun! (TV Asahi, 2007, ep. 6)
- One Pound Gospel (1 Pound no Fukuin; NTV, 2008)
- 2 Cool (NTV, 2008, ep. 4 e 7)
- Muri na Renai (Fuji TV, 2008, ep. 5)
- Kansahojin (NHK, 2008)
- Tomorrow (TBS, 2008, ep. 8)
- Scandal (TBS, 2008)
- Nanase Futatabi (NHK, 2008, ep. 6-9)
- Zeni Geba (NTV, 2009)
- BOSS (Fuji TV, 2009)
- Mr. Brain (TBS, 2009, ep. 7 e 8)
- Akahana no Sensei (NTV, 2009)
- Mama wa Mukashi Papa datta (WOWOW, 2009)
- Untouchable (TV Asahi, 2009, ep. 1)
- Q10 (NTV, 2010)
- Nagareboshi (Fuji TV, 2010, ep. 1-3)
- Bartender (manga) (TV Asahi, 2011)
- BOSS 2 (Fuji TV, 2011)
- Shitamachi Rocket (WOWOW, 2011)
- Shikei Kijun (WOWOW, 2011)
- Shinya Shokudo 2 (TBS, MBS, 2011)
- Yokai Ningen Bem (serie televisiva) (NTV, 2011, ep. 1)
- Hungry! (Fuji TV, 2012, ep. 2)
- 13-sai no Hello Work (TV Asahi, 2012)
- Suitei Yuuzai (WOWOW, 2012)
- Mou Ichido Kimi ni, Propose (TBS, 2012)
- Mirai Nikki: Another World (Fuji TV, 2012)
- Kuro no Onna Kyoshi (TBS, 2012)
- Platinum Town (WOWOW, 2012)
- Kuruma Isu de Boku wa Sora wo Tobu (NTV, 2012)
- Nakuna, Hara-chan (NTV, 2013)
- Ouroboros (serie televisiva) (TBS, 2015)
- Akutotachi wa senri o hashiru (2016)

### Videogiochi
- Lost Judgment (2021) (Akihiro Ihara)